# 북한, 사이드스토리
《북한, 사이드스토리》는 대한민국의 TV조선의 프로그램이다. 북한의 어제와 오늘을 전하는 프로그램이다.

## 방송 시간
- 2012년 9월 23일 ~ 2014년 1월 20일 : 매주 일요일 오후 9시